# Ananya
Ayilya Nair (Perumbavoor, Kerala; 29 de marzo de 1987), más conocida por su nombre artístico Ananya, es una actriz cinematográfica india, que aparece en películas en lenguas malayalam y tamil. Hizo su debut como actriz en malayalam con Positive (2008) y debutó al año siguiente en tamil con Naadodigal, que se convirtió en un éxito de crítica y comercial. Ha actuado en un buen número de películas en malayalam y tamil.

## Vida personal
Ananya nació como Agalya de sus padres Malayali, Gopalakrishnan Nair, un destacado productor de cine, y Praseetha en Perumbavoor, Kerala. Tiene un hermano llamado Arjun, que es estudiante de ingeniería. Ella apareció como una niña artista en una de las producciones de su padre, Pai Brothers (1995). Ananya siguió una licenciatura B.A. en Inglés Comunicativo en la universidad de San Javier, Aluva. Durante su niñez, practicaba el tiro con arco y ganó el campeonato del estado. En representación de su universidad en el reality show de televisión "Star Wars", fue descubierta por varios directores y recibió ofertas de actuación. Después de haber rechazado cinco proyectos, decidió darse una oportunidad, aceptando actuar en Positive.

## Carrera
Su nombre en pantalla cambia a Ananya, cuando trabajaba en la película "Naadodigal", su debut en tamil. La película fue un gran éxito comercial, y Ananya saltó a la fama.  Hizo el mismo papel en su nueva versión en malayalam Ithu Nammude Katha. La película Shikkar junto a Mohanlal, le dio un gran salto en el cine en malayalam. Interpretó algunas escenas emocionantes en el clímax de la película Shikkar que impresionaron a Mohanlal, que la llamó la "Vijayashanti" de malayalam. También tuvo un papel de reparto en Kandahar, compartiendo la pantalla con Mohanlal, Sunil Shetty y Amitabh Bachchan. En 2011, Ananya interpretó uno de los papeles principales femeninos en Engeyum Eppodhum, que recibió excelentes críticas y se convirtió en un éxito inesperado. Ananya más tarde declaró: "No tengo ninguna prisa. Quiero esperar y ver, y elegir mis proyectos con mucho cuidado. He estado recibiendo una gran cantidad de ofertas de tamil sobre todo después de Engeyum Eppodhum que se convirtió en un gran éxito".

## Filmografía
| Año  | Película                  | Papel             | Idioma    | Notas                                          |
| ---- | ------------------------- | ----------------- | --------- | ---------------------------------------------- |
| 1995 | Pai Brothers              |                   | Malayalam | Niña artista                                   |
| 2008 | Positive                  | Jyothi            | Malayalam | Acreditada como Ayilya                         |
| 2009 | Naadodigal                | Nallammaal        | Tamil     | Ganó el Vijay Award al Mejor Debut como Actriz |
| 2009 | Rahasya Police            | Bhama             | Malayalam |                                                |
| 2010 | Seetha Ram                |                   | Malayalam |                                                |
| 2010 | Shikkar                   | Ganga             | Malayalam |                                                |
| 2010 | Fiddle                    | Gayatri           | Malayalam |                                                |
| 2010 | Oru Small Family          | Ammu Vishwanathan | Malayalam |                                                |
| 2010 | Kandahar                  |                   | Malayalam |                                                |
| 2011 | Ithu Nammude Katha        | Kalyani           | Malayalam |                                                |
| 2011 | Seedan                    | Mahalakshmi       | Tamil     |                                                |
| 2011 | Seniors                   | Jenny             | Malayalam | Asianet Film Award a Mejor Actriz de Carácter  |
| 2011 | Amayakudu                 | Divya             | Telugu    |                                                |
| 2011 | Doctor Love               | Gowri             | Malayalam | Asianet Film Award a Mejor Actriz de Carácter  |
| 2011 | Engeyum Eppodhum          | Amudha            | Tamil     | Ganó el Jaya Award a Mejor Actriz de Reparto   |
| 2011 | Sandwich                  | Kanmani           | Malayalam |                                                |
| 2012 | Kunjaliyan                | Maya              | Malayalam |                                                |
| 2012 | Masters                   |                   | Malayalam |                                                |
| 2012 | The Reporter              |                   | Malayalam | rodaje                                         |
| 2012 | Ameya                     |                   | Malayalam | rodaje                                         |
| 2012 | Mullamottum Mundiricharum |                   | Malayalam | rodaje                                         |
| 2012 | Gokula Krishna            |                   | Kannada   | rodaje                                         |
| 2012 | Achan Balan Makan Bheeman |                   | Malayalam | rodaje                                         |
| 2012 | Iravum Pagalum            |                   | Tamil     | anunciado                                      |
| 2012 | Nadodi Mannan             |                   | Malayalam | anunciado                                      |
| 2012 | Karikalan (película)      | Manasa            | Tamil     | rodaje                                         |
| 2012 | Raktha Rakshas 3D         |                   | Malayalam | Preproducción                                  |